# Greystorm
Greystorm è una miniserie a fumetti di genere avventuroso in 12 numeri, ideata e sceneggiata da Antonio Serra con i disegni di Gianmauro Cozzi e pubblicata a partire da ottobre 2009 dalla Sergio Bonelli Editore.
La serie è ambientata a cavallo tra la fine dell'Ottocento e il primo Novecento e si ispira ai romanzi scientifico-avventurosi di Jules Verne.
La storia si sviluppa nei primi 11 numeri, mentre il dodicesimo e conclusivo, di 224 pagine, contiene i making-of di personaggi, ambientazione, macchinari, mezzi di trasporto e copertine, più tre storie, due brevissime e una di quasi duecento pagine, inizialmente pensate per rientrare nella serie, poi scartate perché avrebbero distolto troppo l'attenzione dal vero protagonista degli albi e dalle sue vicende o perché trattavano argomenti di secondo piano, ma meritevoli comunque di pubblicazione a margine della storia principale.

## Trama

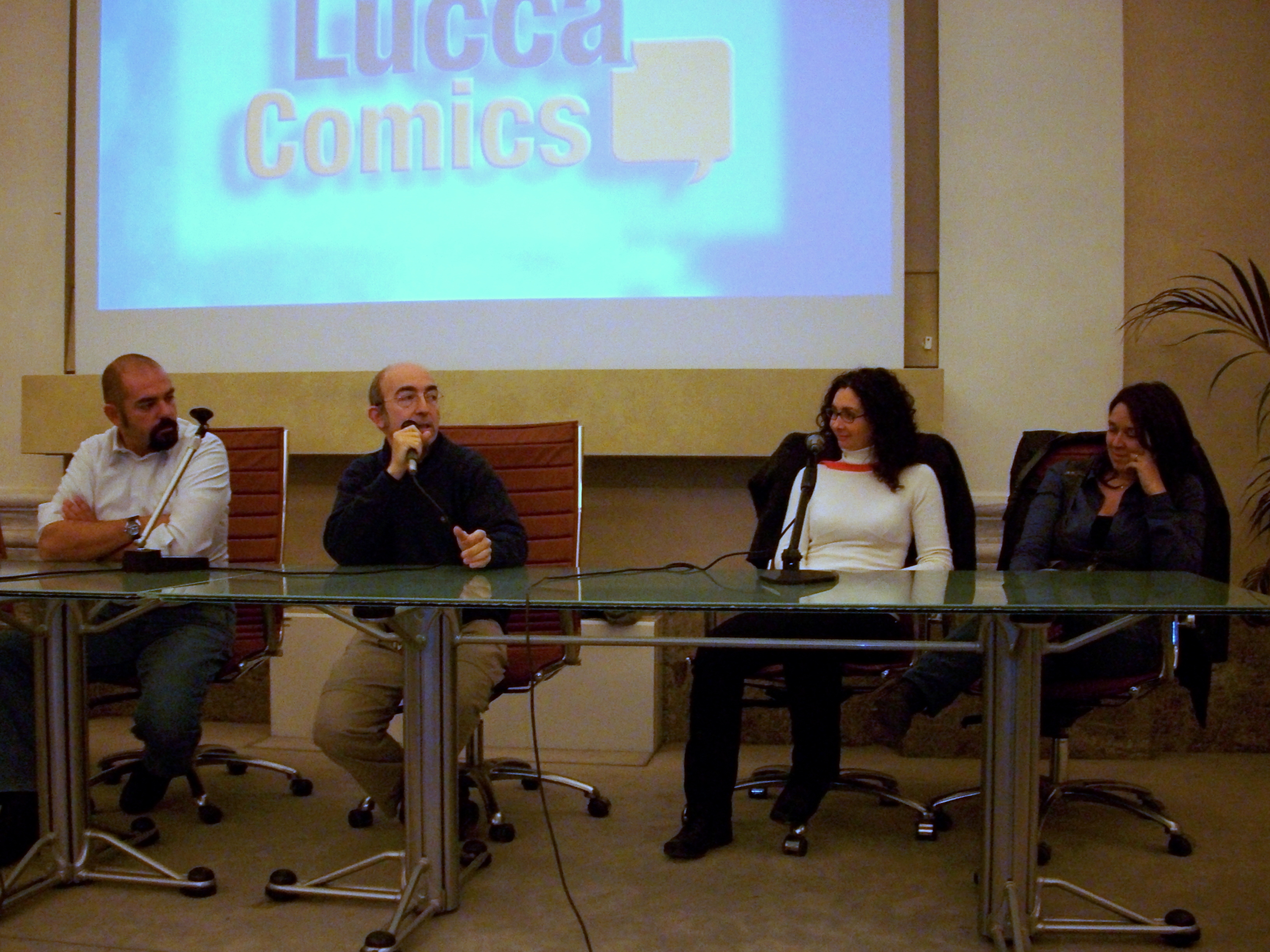
Presentazione del fumetto a Lucca Comics & Games 2009. Nella foto, da sinistra a destra, Gianmauro Cozzi, Antonio Serra, Simona Denna e Francesca Palomba.

A cavallo tra il diciannovesimo e il ventesimo secolo, Robert Greystorm, unico figlio di un ricco nobile inglese, sfrutta l'eredità lasciatagli dal genitore per costruire l'Iron Cloud, una macchina molto simile a un dirigibile che permette all'uomo di volare.
Nel 1894, al college, conosce Jason Howard, un giovane di una nobile famiglia di latifondisti inglesi che sogna di realizzare una fattoria in cui l'uomo possa vivere in equilibrio con la natura: con lui instaura un rapporto apparentemente di reciproca stima e amicizia, dove l'ingenuità di Howard impedirà a questi di notare i lati oscuri del carattere di Greystorm.
L'ossessione di Robert porterà i protagonisti a scoprire l'Antartide undici anni prima della spedizione di Amundsen e Scott, trovando i resti mummificati di un antico essere umano e una zona selvaggia dove il clima è anormalmente tropicale. I due proseguiranno il loro viaggio nell'Oceano Pacifico, finendo bloccati per diversi anni nell'isola tropicale di Makatea. La mummia si rivelerà portatrice di un parassita simile ad una mosca, la cui esistenza è inizialmente ignota ai protagonisti e che infetterà diversi membri dell'equipaggio dell'Iron Cloud ed alcuni indigeni, tra cui Ele'ele, la compagna di Jason Howard (per cui anche Greystorm provava una forte attrazione), apparentemente portandoli prima alla pazzia e poi alla morte: solo Greystorm, tra gli infettati, sembra sopravvivere.
In seguito torneranno, prima Greystorm e successivamente Howard con i figli avuti nel frattempo, in una Londra alle soglie della prima guerra mondiale.
La seconda parte della serie si sviluppa poi dopo la fine della guerra, quando l'ossessione di Greystorm diventa patologica, in particolare dopo la lettura di Padrone del mondo di Jules Verne. Il personaggio, ormai in parte sotto il controllo del parassita, ma che già nelle storie precedenti aveva dimostrato di non essere disposto a fermarsi di fronte a nulla (neppure all'omicidio) per portare a termine i propri progetti, è ormai chiaramente il "cattivo" della serie (come del resto annunciato dagli autori), al di là di ogni possibile redenzione. In questo punto della serie l'attenzione si sposta verso i figli di Jason Howard, Hoanui e Mili, cresciuti come gli indigeni sull'isola di Makatea e poi portati a Londra dal padre perché potessero conoscere entrambi gli stili di vita e scegliere con cognizione di causa in quale dei due mondi trascorrere la loro età adulta. I due, grazie all'eredità materna, hanno alcuni poteri telepatici e saranno i protagonisti "buoni" degli ultimi albi, dopo essere stati resi orfani dall'omicidio del padre, che verrà ucciso da Greystorm.
Lo scontro tra Greystorm, che grazie ai poteri del parassita è ora accompagnato da un esercito di esseri simili agli zombie che controlla mentalmente, e Hoanui e Mili, occupa gli ultimi albi della serie, prima del numero 12. I figli del nobile inglese verranno aiutati da Ian Thompson, ex soldato e precedentemente contabile che aveva gestito il patrimonio degli Howard, che è innamorato (ricambiato) di Mili: riusciranno a sconfiggere lo scienziato inglese, che finirà sul fondo dell'oceano, con una morte che richiama quella dell'essere mummificato che apriva la storia sul primo albo.

## Produzione

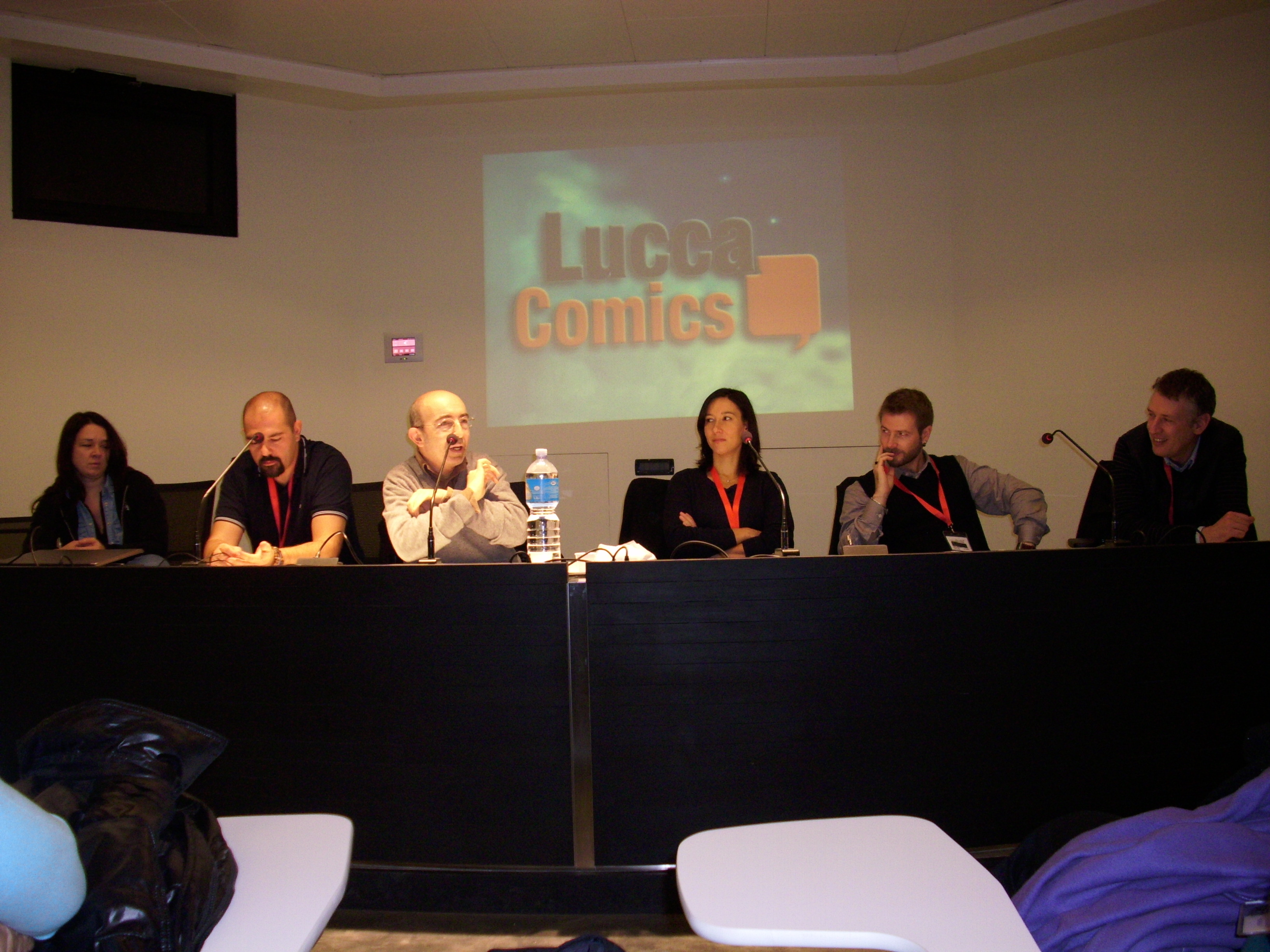
Parte dello staff durante l'incontro Dopo Greystorm, guardando al futuro... svoltosi a Lucca Comics & Games. Da sinistra a destra: Francesca Palomba, Gianmauro Cozzi, Antonio Serra, Anna Lazzarini, Alessandro Bignamini, Stefano Vietti.

Secondo un'intervista rilasciata dallo sceneggiatore Antonio Serra nel 2007, il progetto della serie ebbe inizio nel 2005, con il nome provvisorio di Padrone del mondo. Serra ha anche voluto precisare in tale occasione che
(Antonio Serra sulla miniserie Greystorm)
Con l'eccezione di Alessandro Bignamini (comunque già in forza alla Bonelli Editore) lo staff al lavoro su Greystorm aveva già collaborato in passato con Antonio Serra, nelle pubblicazioni relative a Nathan Never e del suo spin-off Legs Weaver. Il copertinista Gianmauro Cozzi ha anche curato il mecha design otto/novecentesco e in generale l'aspetto grafico dei personaggi della miniserie.

## Albi
| Nr. | Titolo                  | Data pubblicazione | Soggetto      | Sceneggiatura                  | Disegni                                                              | Copertina       |
| --- | ----------------------- | ------------------ | ------------- | ------------------------------ | -------------------------------------------------------------------- | --------------- |
| 1   | Grandi progetti         | ottobre 2009       | Antonio Serra | Antonio Serra                  | Simona Denna e Francesca Palomba                                     | Gianmauro Cozzi |
| 2   | Il gigante dei cieli    | novembre 2009      | Antonio Serra | Stefano Vietti                 | Antonella Vicari e Simona Denna                                      | Gianmauro Cozzi |
| 3   | Il Polo Sud             | dicembre 2009      | Antonio Serra | Antonio Serra                  | Alessandro Bignamini                                                 | Gianmauro Cozzi |
| 4   | La fine dell'Iron Cloud | gennaio 2010       | Antonio Serra | Stefano Vietti                 | Simona Denna e Silvia Corbetta                                       | Gianmauro Cozzi |
| 5   | Morte sull'isola        | febbraio 2010      | Antonio Serra | Antonio Serra                  | Melissa Zanella                                                      | Gianmauro Cozzi |
| 6   | Il segreto della mummia | marzo 2010         | Antonio Serra | Antonio Serra                  | Alessandro Bignamini                                                 | Gianmauro Cozzi |
| 7   | Ossessione              | aprile 2010        | Antonio Serra | Alberto Ostini                 | Simona Denna e Francesca Palomba                                     | Gianmauro Cozzi |
| 8   | Ai confini della Terra  | maggio 2010        | Antonio Serra | Antonio Serra                  | Alessandro Bignamini                                                 | Gianmauro Cozzi |
| 9   | Padrone del mondo       | giugno 2010        | Antonio Serra | Antonio Serra                  | Sergio Giardo e Alessandro Bignamini                                 | Gianmauro Cozzi |
| 10  | La battaglia di Makatea | luglio 2010        | Antonio Serra | Antonio Serra                  | Alessandro Bignamini                                                 | Gianmauro Cozzi |
| 11  | L'alba del domani       | agosto 2010        | Antonio Serra | Antonio Serra                  | Alessandro Bignamini, Simona Denna e Francesca Palomba               | Gianmauro Cozzi |
| 12  | I capitoli dimenticati  | settembre 2010     | Antonio Serra | Antonio Serra e Stefano Vietti | Simona Denna e Francesca Palomba Anna Lazzarini Alessandro Bignamini | Gianmauro Cozzi |

### Spin off
Nel 2016 la Sergio Bonelli Editore decise di espandere il mondo di Greystorm con la Collana: "Greystorm il romanzo".
| Nr. | Titolo        | Data pubblicazione | Soggetto                        | Sceneggiatura                   | Disegni      | Copertina       |
| --- | ------------- | ------------------ | ------------------------------- | ------------------------------- | ------------ | --------------- |
| 1   | Ex vitro vita | ottobre 2016       | Antonio Serra, Davide Rigamonti | Antonio Serra, Davide Rigamonti | Lucia Arduni | Gianmauro Cozzi |

## Cartonati
| Nr. | Titolo            | Data pubblicazione | Nr. di pagine | Materiale raccolto                                                                                                 | Copertina       |
| --- | ----------------- | ------------------ | ------------- | --- | --------------- |
| 1   | Il conquistatore  | 2015               | 484           | Grandi progetti, Il gigante dei cieli, Il Polo Sud, La fine dell'Iron Cloud, Morte sull'isola Il dossier Greystorm | Gianmauro Cozzi |
| 2   | Padrone del mondo | 2016               | 388           | Il segreto della mummia, Ossessione, Ai confini della Terra, Padrone del mondo Il dossier Greystorm                | Gianmauro Cozzi |
| 3   | L'alba del domani | 2016               | 432           | La battaglia di Makatea, L'alba del domani, I capitoli dimenticati Il dossier Greystorm                            | Gianmauro Cozzi |